# Tomas Jonsson
Tomas Jonsson, född 12 april 1960 i Falun, är en svensk före detta professionell ishockeyspelare. Även kallad Lill-Affa. Räknas allmänt som en av de största spelarna i svensk hockeyhistoria med bland annat SM-guld med Modo Hockey 1979, Stanley Cup-segrar 1982 och 1983 med New York Islanders, VM-guld 1991 och OS-guld 1994. Som back var Jonsson en av Sveriges "Tre Stora" som tillsammans med anfallsspelarna Mats Näslund och Håkan Loob vann SM, VM, OS och Stanley Cup. Detta gör honom till en av spelarna i Trippelguldklubben och en av de svenskar som har vunnit Stanley Cup. Trion spelade även tillsammans i Tre Kronor, Sveriges herrlandslag i ishockey, och ibland emot varandra i NHL.

## Karriär
Tomas Jonsson startade sin karriär i Falu IF innan han som 17-åring flyttade till Örnsköldsvik för spel med MoDo. MoDo tränades då av Tommy Sandlin, som Jonsson lär ha pekat ut som sin favorittränare. Säsongen 1977–78, under sitt första år i MoDo Hockey, eller MoDo AIK som det hette då, spelade han i såväl yngre som äldre juniorlandslaget. Säsongen därefter var Tomas med i juniorlandslaget, B-landslaget Vikingarna och Tre Kronor vid VM i Moskva. Under det att han spelade med MoDo vann han sitt första SM-guld och blev också draftad av NHL:s New York Islanders. Vid juniorvärldsmästerskapet 1980 utsågs han och Reijo Ruotsalainen till turneringens bästa backar.
Med start år 1981 blev det totalt åtta säsonger i NHL och spel i Islanders och Edmonton Oilers vilket slutade med 632 matcher och 96 mål. Islanders vann Stanley Cup två gånger med Jonsson i truppen. Tomas Jonsson återvände till Sverige och fortsatt spel med Leksands IF och Tre Kronor. Totalt spelade han 203 A-landskamper och är en av de spelare som ingår i 200-klubben. 
Han har erhållit Stora Grabbars Märke nummer 110, och erhöll Guldpucken för säsongens främste spelare i Elitserien i ishockey och Sveriges herrlandslag i ishockey 1995. Han blev 2000 invald i IIHF:s Hall of Fame. Hans tröja #2 är numera hissad i Tegera Arenas tak, samt hos sin moderklubb Falu IF (där #7). Säsongen 1998–99 var den sista säsongen han spelade för Leksand som aktiv. 
1998 övergick han till att vara tränare för bland annat Falu IF, J18-landslaget, Leksands IF och Brynäs IF. Säsongen 2007–08 var han åter tillbaka i Leksand, nu som assisterande tränare tillsammans med Tomas Kempe. Laget vann allsvenskan men misslyckades att ta sig upp till elitserien. Trots detta förlängde Jonsson och Kempe sina kontrakt med Leksand i ytterligare två år. Leksand vann allsvenskan även säsongen 2008–09 och sågs av många som klara favoriter bland de allsvenska lagen inför den stundande kvalserien. Trots favoritskapet inledde Leksand kvalserien med tre raka förluster. Detta blev för mycket för Leksands ledning som bestämde sig för att sparka både Tomas Jonsson och Tomas Kempe. De ersattes av Christer Olsson och Niklas Eriksson som tidigare under säsongen tränat Leksands J20 lag.

## Meriter
- TV-pucken utvald till bäste försvararen, Lill-Strimmas stipendium 1976
- J18 EM-guld 1977
- Årets junior i svensk ishockey 1978
- J20 VM-silver 1978
- J20 VM-brons 1979, 1980
- J20 VM invald i All-Star Team 1980
- VM-guld 1991
- VM-silver 1981, 1986, 1990, 1995
- VM-brons 1979
- OS-guld 1994
- OS-brons 1980
- Guldpucken 1995
- SM-guld 1979
- NHL Stanley Cup Champion 1982, 1983
- Inröstad i Svensk ishockeys Hockey Hall of Fame som nummer 58.
- Stora grabbars märke nummer 110

## Klubbar
- Leksands IF 1989-1998
- Edmonton Oilers 1988-1989
- New York Islanders 1981-1989
- MODO Hockey 1976-1981
- Falu IF 1975-1976